# Arthur Schreiber (Verwaltungsjurist)

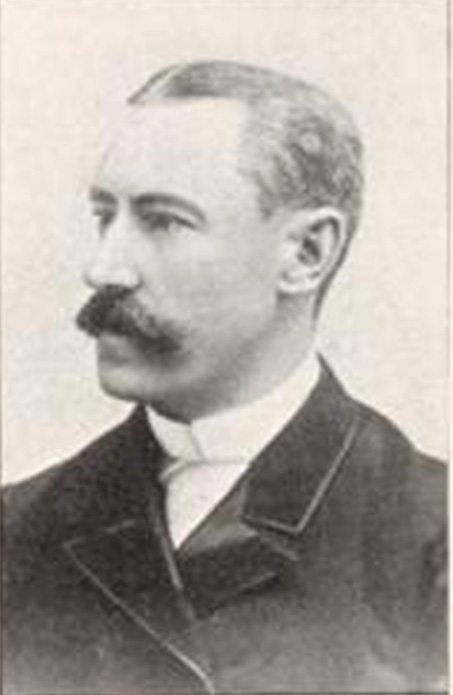
Arthur Schreiber, Ehrenvorstand der Internationale Kunstausstellung und große Gartenbau-Ausstellung, Kunstpalast Düsseldorf, 1904

Arthur Schreiber (* 27. Juli 1849 in Nordhausen; † 29. Dezember 1921 in Minden) war ein deutscher Verwaltungsjurist und Ministerialbeamter. Er war Regierungspräsident in Minden und Düsseldorf sowie Unterstaatssekretär im preußischen Handelsministerium.

## Leben
Schreiber studierte Rechtswissenschaft zunächst an der Ruprecht-Karls-Universität Heidelberg. 1869 wurde er Mitglied des Corps Guestphalia Heidelberg. Als Inaktiver wechselte er an die Friedrich-Wilhelms-Universität zu Berlin und die Albertus-Universität Königsberg. 1873 bestand er das Referendarexamen (gut) und 1879 die Assessorprüfung (ausreichend).
1870/71 diente er als Kriegsfreiwilliger im Deutsch-Französischen Krieg. Er brachte es bis zum Rittmeister der Reserve im 2. Hannoverschen Dragoner-Regiment Nr. 16. 1873 wurde er Gerichtsreferendar, 1879 Gerichtsassessor bei der Kreisgerichtsdeputation Charlottenburg. 1879 vertrat er den Kreisrichter in Drossen im Bezirk Frankfurt/Oder. 
Er wechselte von der Rechtspflege in die innere Verwaltung Preußens und wurde 1879 zum Regierungsassessor ernannt. Er kam an die Ministerielle Militär- und Baukommission in Berlin. 1881 wurde er mit der kommunalen Verwaltung des Landratsamtes Hadersleben beauftragt und 1881 dort endgültig zum Landrat des Landkreises ernannt. 1892 wurde er zum Oberregierungsrat bei der Regierung Arnsberg ernannt. 1896 wechselte er als Oberregierungsrat und Vertreter des Präsidenten an die Regierung in Düsseldorf. Am 1. November 1899 wurde Schreiber Regierungspräsident im Regierungsbezirk Minden. Am 9. März 1903 wurde er Regierungspräsident im Regierungsbezirk Düsseldorf. Im August 1908 stieg er zum Unterstaatssekretär im Handelsministerium. 1914 quittierten Exzellenz den Staatsdienst.
Arthur Schreiber war evangelischer Konfession und verheiratet.

## Ehrungen
- Wirklicher Geheimer Rat, Exzellenz
- 1905: Orden vom Zähringer Löwen, Kommandeurkreuz I. Klasse[2]
- Roter Adlerorden II. Klasse mit Eichenlaub und Stern.
- 1911: Königlicher Kronen-Orden II. Klasse mit Stern
- Landwehr-Dienstauszeichnung I. Klasse